# Jean-Pierre Saint-Ours
Jean-Pierre Saint-Ours, né le 4 avril 1752 à Genève, alors dans la République de Genève et mort le 6 avril 1809 dans la même ville, est un peintre et dessinateur suisse.

## Biographie
Issu d’une famille de petite noblesse huguenote, originaire du Dauphiné établie dès 1701 à Nyon puis à Genève à la fin du XVIIe siècle, Saint-Ours est l’élève de son père, Jacques, avant de se rendre à Paris en 1769, où il se forme à l'Académie royale de peinture et de sculpture dans l’atelier de Joseph-Marie Vien,. Il y côtoie François-André Vincent qui devient son ami et y fait la connaissance de Jacques-Louis David.
Lauréat du Prix de Rome en 1780, avec un Enlèvement des Sabines aujourd'hui disparu, il se voit refuser une bourse d'études à l’Académie de France à Rome car il est protestant et non français. Il entreprend le voyage à ses frais. À Rome François-Joachim de Pierre, cardinal de Bernis et ambassadeur de France, ainsi que Louis Jean François Lagrenée, directeur de l'Académie de France à Rome l'encouragent.
Il fait la connaissance d’Antonio Canova et de Bénigne Gagneraux et copie des œuvres de Raphaël, Le Dominiquin et Nicolas Poussin.
De 1782 à 1789, il forme son cousin et unique élève Gabriel-Constant Vaucher. Il réalise des tableaux de grand format Le choix des enfants de Sparte (1786), Les Mariages germains et Les jeux olympiques (1787-1790). Dans ces tableaux aux multiples figures, il montre les « traits de mœurs de différents peuples de l’Antiquité » d'après Plutarque et Tacite.
Ses relations avec la France ne sont  toutefois pas rompues, car après l'annexion du pays genevois par Napoléon Ier, il gagne un des concours organisés par celui-ci avec  Le Rétablissement du culte. Dans ce tableau  de 1778, conservé au Château de Versailles, son style commence déjà à s'orienter vers un plus grand classicisme.
Après 12 années passées à Rome, il retourne en 1792 à Genève, où  il épouse une cousine lointaine Hélène Bois-de-Chêne, et se met au service de la République pour défendre les idées d’égalité, de liberté et de démocratie . Il se consacre à la politique jusqu'en 1796 (il est élu à l'Assemblée nationale, membre du Comité législatif). Il organise également un cortège en l'honneur de Jean-Jacques Rousseau en 1794, inaugure des bâtiments publics, peint une allégorie de la République,.
Il conserve son mandat de professeur de dessin à la Société des arts de Genève.
L'influence de la série du Lévite d'Éphraïm, d'après Jean-Jacques Rousseau est profonde sur Saint-Ours. Les quatorze épisodes de cette histoire, exécutés au lavis, puis peints à l'huile sont réalisés entre 1792 et 1806. Les œuvres montrent une jeune famille fuyant la nature qui tremble. Elles font référence au tremblement de terre de Messine, aux bouleversements de la Révolution française et tendent à déclencher le sentiment de sublime qui émerge au siècle des Lumières.
Saint-Ours continue à s'intéresser à des thèmes antiques notamment avec Homère aveugle, lisant l'Odyssée ou  Caius Furius Cressinus, accusé de sorcellerie (1792).
Cependant, Saint-Ours horrifié par les débordements de la Terreur abandonne bientôt toutes ses charges officielles et redevient simple citoyen. L'œuvre tardive est dominée par des portraits, dans lesquels l'artiste saisit des citoyens genevois entourés d'objets de leur vie quotidienne. Vingt sept membres de la Société des arts se font portraiturer par lui, dont Horace Bénédict de Saussure, François Tronchin et Pierre-François Tingry. Il fait également le portrait de sa famille dans un environnement plus simple,.

## Œuvres

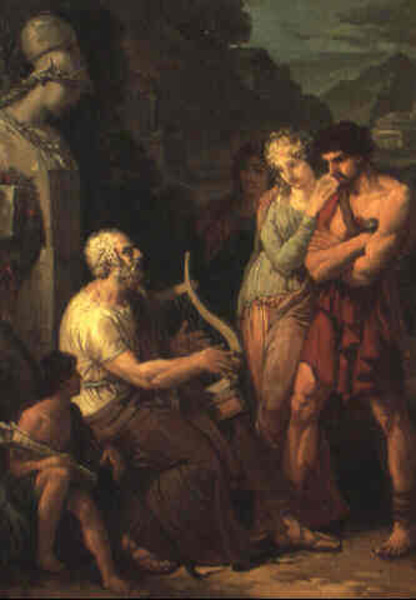
Homère chantant l'Odyssée, 1793, huile sur panneau marqueté, Musée d'art et d'histoire de Genève.

- Trois visage d'anges : les filles de l'artiste, 1807, huile sur toile, 53,5 × 64 cm, Musée d'art et d'histoire de Genève.
- Le Tremblement de terre monumental, 1792-1799, huile sur toile, 261 × 195 cm, Musée d'art et d'histoire de Genève.
- Portrait de Jacques Trempley-Jaquet dans la campagne genevoise, avec vue sur le lac, 1798, huile sur toile, 66 × 82 cm, Collection privée.
- Portrait d'Horace-Bénédict de Saussure, 1796, huile sur toile, 135,2 × 98,5 cm, Genève, Collection de la Société des Arts.
- Portrait de Madame Saint-Ours, née Madeleine-Hélène Bois de Chêne, avec ses neveux, 1796, huile sur toile, 65,3 × 88,7 cm, Musée d'art et d'histoire de Genève.
- Portrait de Jean-Louis Masbou, 1795, huile sur toile, 86 × 68 cm, Musée d'art et d'histoire de Genève.
- Portrait de l'artiste à la cocarde masquée, 1795, huile sur toile, 61,5 × 52 cm, Genève, Collection de la Société des Arts.
- Figure de la République de Genève, 1794, huile sur toile, 385 × 151 cm, Musée d'art et d'histoire de Genève.
- La ville de Genève idéalisée à l’antique avec tombeau de Rousseau, 1794, Pierre noire, pinceau et lavis à l'encre brune sur papier crème, 43,7 × 77,3 cm, Musée d'art et d'histoire de Genève.
- Portrait présumé de Madame Saint-Ours, alitée, 1793, Pierre noire, crayon de graphite, lavis brun-beige sur papier bleuté, 25 × 30 cm, Musée d'art et d'histoire de Genève.
- Homère chantant son Odyssée à l'entrée d'une bourgade de Grèce, 1793, Huile sur panneau marqueté, 100,5 × 83,5 cm, Collection Jean-François Thelusson, Musée d'art et d'histoire de Genève.
- La mort de Caton d'Utique, 1787-1790, Pinceau, lavis gris, gouache blanche sur papier bleuté, 33,5 × 47,5 cm, Musée d'art et d'histoire de Genève.
- Les Jeux olympiques, 1786-1791, huile sur toile, 209,5 × 386 cm, Musée d'art et d'histoire de Genève.
- Scène à l'antique : La Lampe, 1786-1790, Pierre noire, pinceau et encre brune sur papier bleuté, 36 × 24,9 cm, Ancienne collection d'Émile Chambon, Musée d'art et d'histoire de Genève.
- Les Mariages germains 1786-1788, Huile sur toile, 136,5 × 259 cm, Musée Oskar Reinhart « Am Stadtgarten », Winterthour.
- Le Choix des enfants de Sparte, 1786-1787, lavis, plume et pinceau à encre brune sur papier rosé, 38 × 70,9 cm, Collection de la Société des Arts, Musée d'art et d'histoire de Genève.
- Judith et Holopherne, copie d'après une œuvre  d'Artemisia Gentileschi : Livre de Judith, 1782-1786, huile sur toile, 203 × 138 cm, Musée d'art et d'histoire de Genève.
- Le triomphe de la Beauté ou « Le Temple de Gnide (Montesquieu) », 1780, Huile sur toile, 77,4 × 135 cm, don d'Hippolyte-Jean Gosse, Musée d'art et d'histoire de Genève.
- Portrait de l'artiste en dessinateur, 1777, Huile sur toile, 45,5 × 36,8 cm, Coll. Jean-Louis Goldschmid.
- Portrait de l'artiste au chapeau, 1766, Pierre noire, fusain, rehauts de craie blanche, 20,9 × 21,2 cm, Collection privée.
- Autoportrait dessiné à l'âge de 13 ans, 1765, Pierre noire, crayon de graphite, Sanguine sur papier blanc, 22,7 × 17,7 cm, Musée d'art et d'histoire de Genève.
- La Continence de Scipion, vers 1778, Huile sur toile, 54,5 x 65 cm, Montpellier, musée Fabre.

Œuvres de Jean-Pierre Saint-Ours
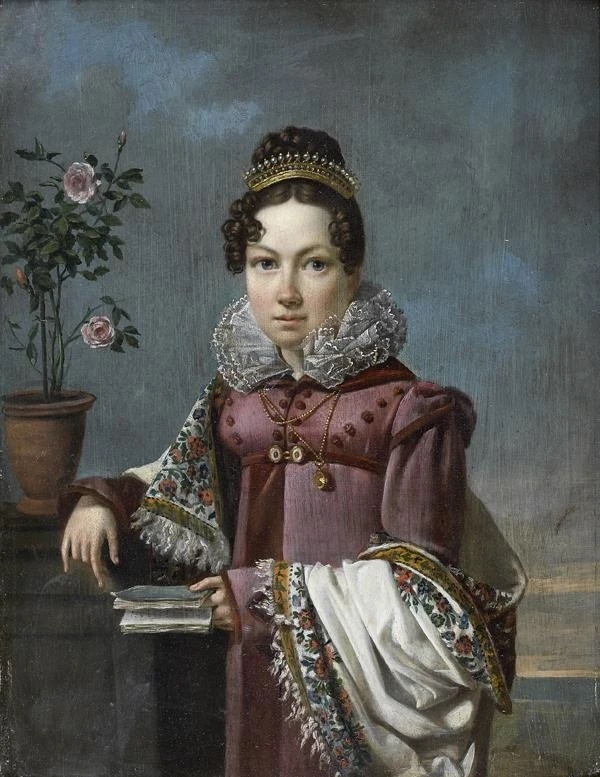
Portrait de jeune femme, début XIXe siècle ?, localisation inconnue.
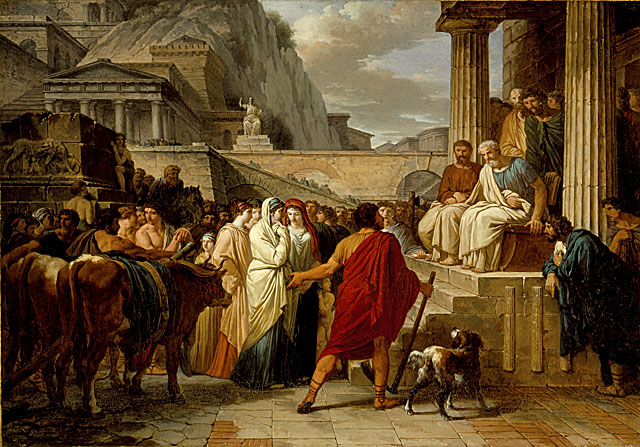
Caius Furius Cressinus accusé de sorcellerie, 1792, huile sur panneau de noyer, 48 × 68 cm, musée d'Art du comté de Los Angeles.
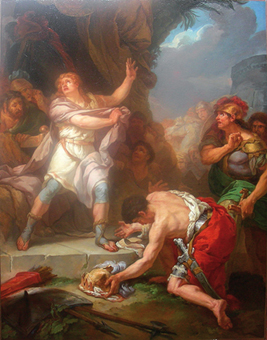
David condamne à mort le messager amalécite, localisation inconnue.
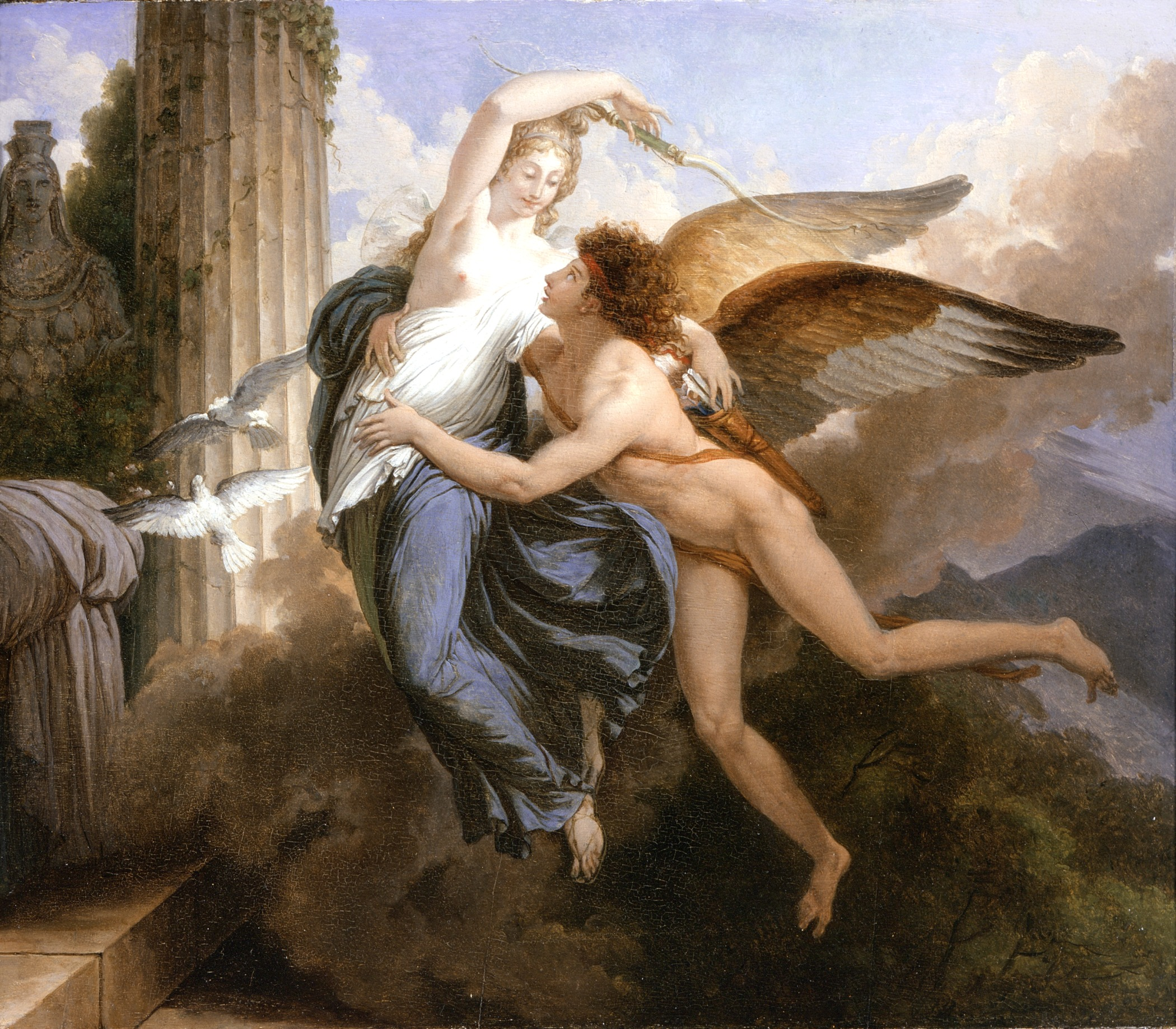
La Réunion d'Amour et Psyché, 1789-1792, huile sur panneau, 35 × 40 cm, musée d'Art du comté de Los Angeles.
Le Tremblement de terre monumental (Allégorie sur la Terreur), 1792-1799, huile sur toile, 261 × 195 cm, Musée d'art et d'histoire de Genève.

## Expositions
- 25 septembre 2015 - 28 février 2016 : Musée d'art et d'histoire de Genève, Jean-Pierre Saint-Ours. Un peintre genevois dans l'Europe des lumières.

« Si l'exposition est à conseiller, le petit volume qui l'accompagne n'est en aucun cas un catalogue. Il se contente de reproduire et de commenter certaines œuvres, sans une liste exhaustive. L'écriture du catalogue complet devrait paraître chez le même éditeur. Car, incontestablement, cet artiste mérite une véritable monographie. »

— Didier Rykner, Un peintre genevois dans l'Europe des Lumières, La Tribune de l'art, 19 janvier 2016.